# Изумирање
Изумирање или екстинкција (extinction) је крај постојања одређеног биолошког таксона, најчешће врсте. Одређује се као смрт последње јединке одређене врсте, мада је сама врста осуђена на изумирање много пре тога. Уколико је изумирање настало дубоко у геолошкој историји Земље, одређује се време према фосилним белешкама. Будући да потенцијални распон врсте може бити веома велики, одређивање времена изумирања је тешко и обично се врши ретроспективно. Ова потешкоћа доводи до феномена попут лазарус таксона, где се врста за коју се претпоставља да је изумрла нагло „поново појављује”" (типично у фосилном запису) након периода очигледног одсуства.
Процењује се да је више од 99% свих врста које су икада живеле на Земљи изумрло, што чини преко пет милијарди врста. Процењује се да тренутно у свету постоји око 8,7 милиона врста еукариота, и могуће је да постоји далеко већи број врста микроорганизама, попут бактерија. Значајне изумрле животињске врсте укључују неавијанске диносаурусе, мачке са сабљастим зубима, додое, мамуте, приземне лењивце, торбарске вукове, трилобите и златне жабе.
Кроз еволуцију, врсте настају кроз процес специјације - где настају и напредују нове сорте организама када су у стању да пронађу и искористе еколошку нишу - а врсте изумиру када више нису у стању да опстану у промењивим условима или против супериорне конкуренције. Однос између животиња и њихових еколошких ниша чврсто је успостављен. Типична врста изумире у року од 10 милиона година од свог првог појављивања, иако неке врсте, зване живи фосили, опстају са мало или без морфолошких промена стотинама милиона година.
Масовна изумирања су релативно ретки догађаји; међутим, изолована изумирања су прилично честа. Изумирања су тек недавно забележена, и научници су се забринули због тренутне високе стопе изумирања. Већина врста које изумиру никада нису научно документоване. Неки научници процењују да би до половине тренутно постојећих биљних и животињских врста могло нестати до 2100. године. У извештају из 2018. године указано је да би филогенетској разноликости 300 врста сисара избрисаних током људске ере од касног плеистоцена било потребно 5 до 7 милиона година за опоравак.
Према Извештају о глобалној процени биодиверзитета и екосистемским сервисима организације IPBES за 2019. годину, биомаса дивљих сисара пала је за 82%, природни екосистеми су изгубили око половине своје површине, а милион врста је у опасности од изумирања - све у великој мери као резултат људских поступака. Двадесет и пет посто биљних и животињских врста су под претњом истребљења. У наредном извештају, IPBES је навео неодрживи риболов, лов и сечу као неке од примарних покретача глобалне кризе изумирања.
У јуну 2019, милион врста биљака и животиња било је у опасности од изумирања. Најмање 571 врста је изгубљена од 1750. године, али вероватно их је много више. Главни узрок изумирања је уништавање природних станишта људским активностима, попут сече шума и претварања земљишта у поља за пољопривреду.

## Дефиниција
Врста изумире када последњи постојећи припадник умре. Изумирање стога постаје извесност када нема преживелих јединки који се могу размножавати и стварати нову генерацију. Врста може функционално изумрети када преживи само мали број јединки које се не могу размножавати због лошег здравља, старости, разуђене распрострањености на великом распону, недостатка јединки оба спола (код полно репродуктивних врста) или других разлога.
Утврђивање изумирања (или псеудоизумирања) врсте захтева јасну дефиницију те врсте. Да би се прогласила изумрлом, дата врста се мора јединствено разликовати од било које предачке или наследничке врсте, и од било које друге блиско повезане врсте. Изумирање врсте (или замена потомачком врстом) игра кључну улогу у хипотези о испрекиданој равнотежи Стивена Џеја Гулда и Најлса Елдриџа.
У екологији, изумирање се понекад користи незванично за означавање локалног изумирања, у којем нека врста престаје да постоји у одабраном подручју проучавања, упркос томе што још увек постоји другде. Локално изумирање може се кориговати поновним увођењем јединки те врсте узетих са других локација; пример је поновно увођења вука. Врсте које нису глобално изумрле називају се постојећим. Оне врсте које постоје, али им прети изумирање, називају се угроженим или крајње угроженим врстама.
Тренутно, важан аспект изумирања су покушаји људи да очувају критично угрожене врсте. То се одражава стварањем статуса очувања „изумрла у дивљини“ (енгл. Extinct in the wild, EW). За врсте које је под овим статусом навела Међународна унија за очување природе (IUCN) није познато да у дивљини имају живих примерака и одржавају се само у зоолошким вртовима или другом вештачком окружењу. Неке од ових врста су функционално изумрле, јер више нису део њиховог природног станишта и мало је вероватно да ће врста икада бити враћена у дивљину. Када је то могуће, савремене зоолошке институције покушавају да очувају одрживу популацију за очување врста и могуће будуће поновно увођење у дивљину, коришћењем пажљиво планираних програма узгоја.
Изумирање дивље популације једне врсте може имати снажне ефекте, узрокујући даље изумирање. То се назива „ланци изумирања“. Ово је посебно уобичајено при изумирању кључних врста.
Jedna sтудија из 2018. je показала да би шестом масовном изумирању започетом у касном плеистоцену могло бити потребно 5 до 7 милиона година да би се 2,5 милијарде година јединствене разноликости сисара вратило на оно што је било пре ере човека.

### Псеудоизумирање
Изумирање родитељске врсте где су врсте или подврсте кћери још увек присутне назива се псеудоизумирање или филетско изумирање. Ефективно, стари таксон нестаје, трансформише се (анагенеза) у наследника, или се дели на више од једног (кладогенеза).
Псеудоизумирање је тешко демонстрирати осим ако је доступан јак ланац доказа који повезује живу врсту са припадницима већ раније постојеће врсте. На пример, понекад се тврди да је изумрли Hyracotherium, који је био рани коњ који дели заједничког претка са савременим коњем, псеудоизумро, а не изумро, јер постоји неколико постојећих врста рода Equus, укључујући зебру и магарца; међутим, како фосилне врсте обично не остављају генетски материјал иза себе, не може се рећи да ли је Hyracotherium еволуирао у модерније врсте коња или је само еволуирао од заједничког претка са савременим коњима. Псеудоизумирање је много лакше демонстрирати за веће таксономске групе.

### Лазарус таксони
Сматрало се да је целакант, риба сродна рибама дводихалицама и тетраподима, изумрла од краја периода креде. Међутим, 1938. је пронађен живи примерак код реке Чалумна (данас Тјоломнка) на источној обали Јужне Африке. Кустос музеја Марџори Куртенеј-Латимер открила је рибу међу уловом локалног рибарског брода којим је управљао капетан Хендрик Гузен, 23. децембра 1938. године. Локални професор хемије, ЏЛБ Смит, потврдио је важност рибе чувеним натписом: „Најважније очување скелета и шкрга = риба описана“.
Далеко новија могућа или претпостављена изумирања врста за које се може испоставити да још увек постоје укључују тилацина, или тасманијског тигра (Thylacinus cynocephalus), чији је последњи познати пример угинуо у зоолошком врту Хобарт у Тасманији 1936; јапанског вука (Canis lupus hodophilax), последњи пут виђеног пре више од 100 година; америчког детлића кљуна боје слоноваче (Campephilus principalis), са последњим универзално прихваћеним виђењем 1944; и виткокљуну шлуку (Numenius tenuirostris), која није виђена од 2007.

## Галерија
- Фосилни остатак трилобита, изумрлих пре 250 милиона година
- Диплохосаурус, један од многих изумрлих диносаура
- Птица додо, изумрла у 17. веку
- Последњи познати примерак тилацина, изумрлих 1936. године